# Kaborno
Kaborno (deutsch Kalborno, 1934 bis 1945 Kalborn) ist ein Ort in der polnischen Woiwodschaft Ermland-Masuren. Er gehört zur Gmina Purda (Landgemeinde Groß Purden) im Powiat Olsztyński (Kreis Allenstein).

## Geographische Lage
Kaborno liegt im Westen der Woiwodschaft Ermland-Masuren, zwölf Kilometer  südöstlich der Kreis- und shauptstadt Olsztyn (deutsch Akllenstein).

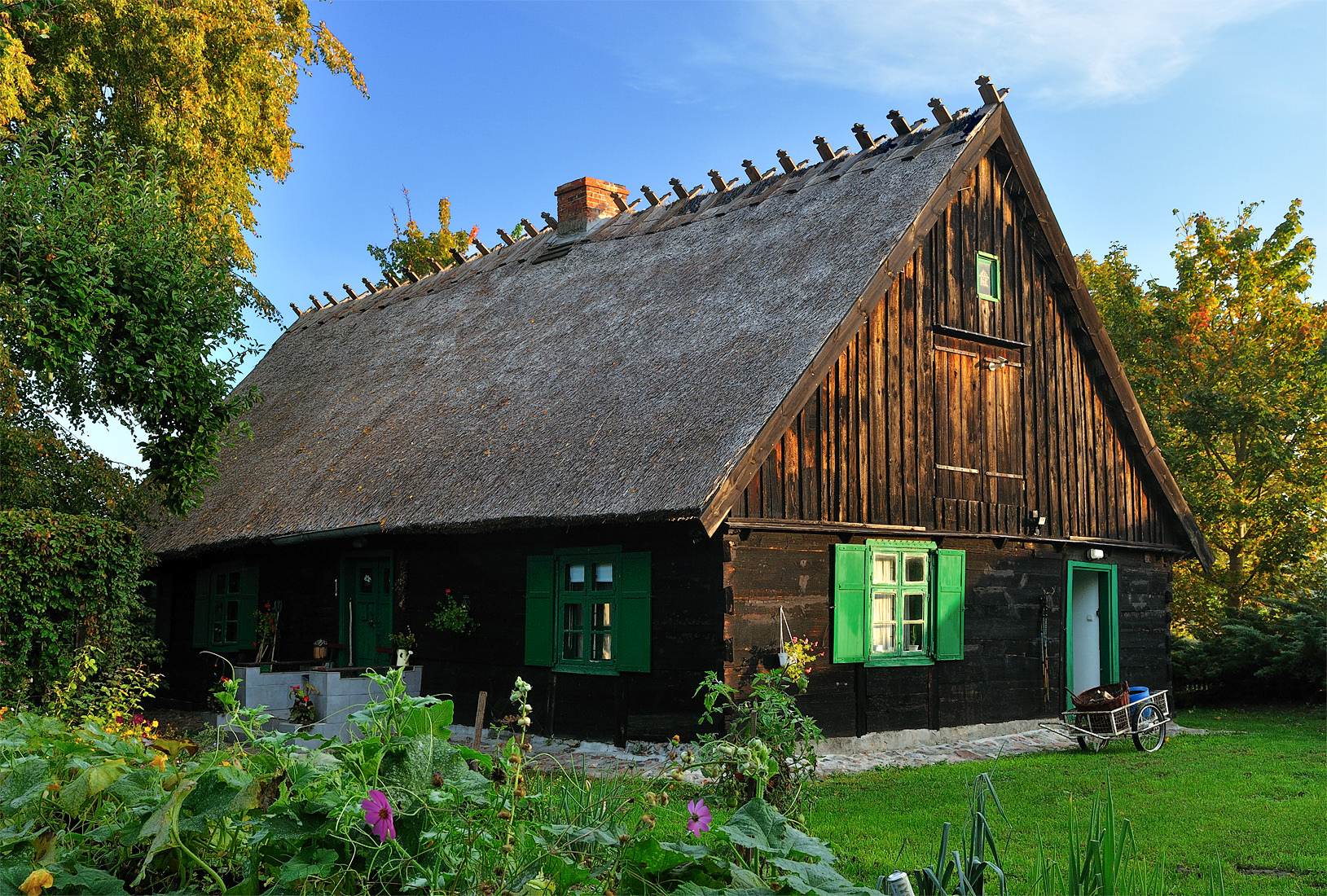
Historisches ermländisches Holzhaus in Kaborno

## Geschichte
Kalbohrn wurde am 8. September 1359 durch vier Brüder Karyothen zusammen mit den Dörfern Groß Trinkhaus (polnisch Trękus) und Klein Trinkhaus (Trękusek) gegründet. 1785 wurde es als köllmisches Dorf im Hauptamt Allenstein (Kreis Heilsberg) mit 29 Feuerstellen und 1820 mit 20 Feuerstellen bei 140 Einwohnern erwähnt.
Die Volkszählung am 3. Dezember 1861 erbrachte für Kalborno 45 Wohngebäude  bei 309 Einwohnern. Im Jahre 1910 wurden 433 Einwohner verzeichnet.
Zwischen 1874 und 1945 war Kalborno in den Amtsbezirk Klein Trinkhaus (polnisch Trękusek) im ostpreußischen Kreis Allenstein eingegliedert.
Bei der Volksabstimmung am 1. September 1920 entschieden sich in Kalborno 167 Einwohner (= 72,3 %) für Ostpreußen und 64 (= 27,7 %) für Polen. Am 17. Oktober 1928 vergrößerte sich das Dorf um den Nachbarort Klein Trinkhaus (polnisch Trękusek), der eingemeindet wurde.
549 Einwohner zählte Kalborno im Jahre 1933. Am 12. Juli 1934 wurde das Dorf in „Kalborn“ umbenannt. Die Einwohnerzahl belief sich 1939 auf 546.
Als das gesamte südliche Ostpreußen 1945 in Kriegsfolge an Polen fiel, erhielt Kalborn die polnische Namensform „Kaborno“. Heute ist das Dorf eine Ortschaft innerhalb der Landgemeinde Purda (Groß Purden) im Powiat Olsztyński (Kreis Allenstein), zwischen 1975 und 1998 der Woiwodschaft Olsztyn, seither der Woiwodschaft Ermland-Masuren zugehörig. Kaborno zählte im Jahre 2011 insgesamt 140 Einwohner.

## Kirche

### Römisch-katholisch

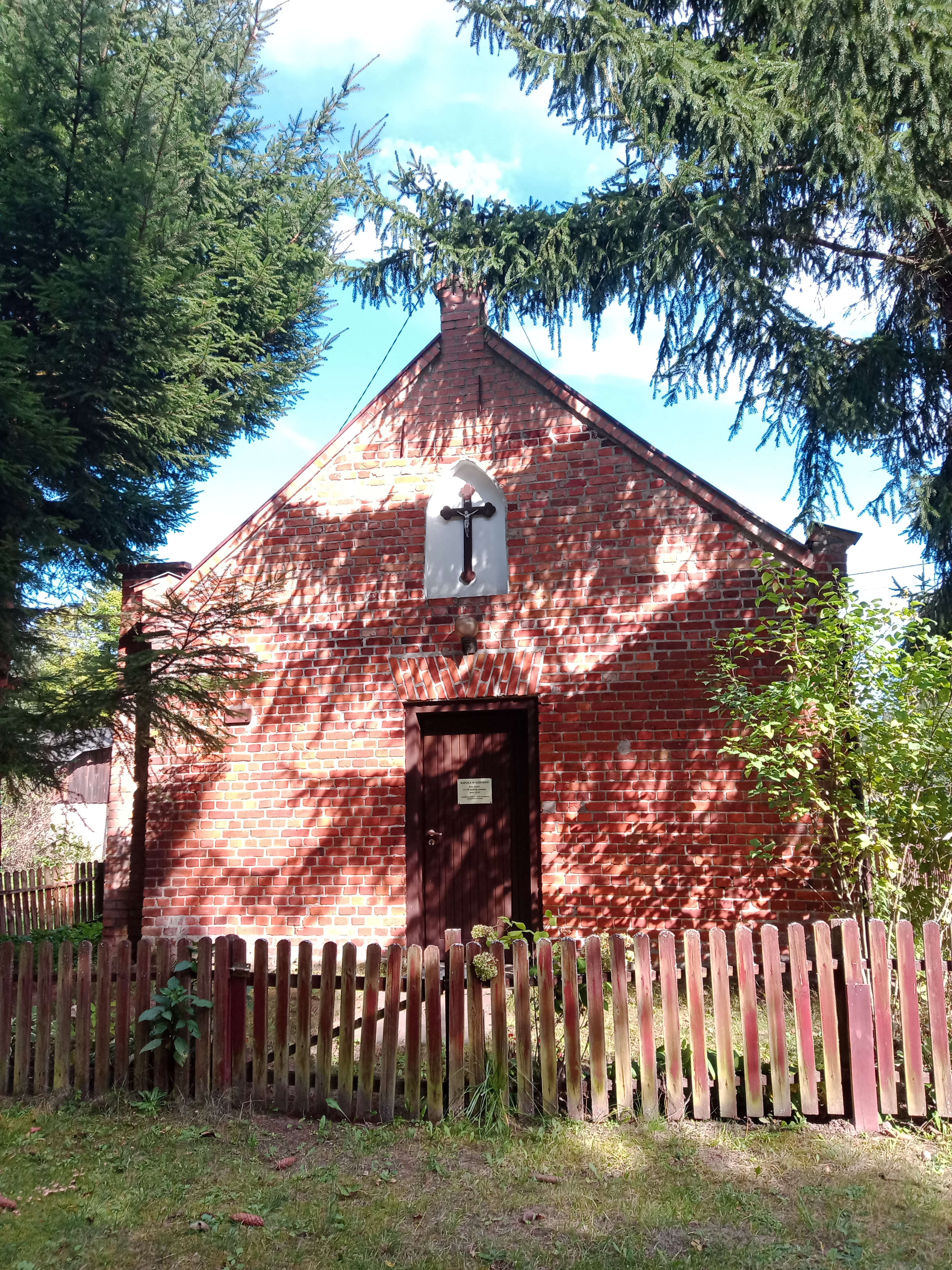
Die Kapelle in Kaborno

In Kalborno resp. Kalborn lebte, wie auch noch heute in Kaborno, eine überwiegend römisch-katholische Einwohnerschaft. Das Dorf gehörte zwar zum Kirchspiel Klaukendorf (polnisch Klewki), verfügte jedoch über eine eigene Kapelle, die am 6. November 1908 durch einen neuen Bau – gespendet von Jacob Dulisch – ersetzt wurde.
Der Bezug zur Pfarrei Klewki besteht noch heute. Sie ist dem Dekanat Olsztyn V – Kormoran im Erzbistum Ermland zugeordnet.

### Evangelisch
Kalborno bzw. Kalborn war bis 1945 in die evangelische Kirche Neu Bartelsdorf in der Kirchenprovinz Ostpreußen der Kirche der Altpreußischen Union eingepfarrt. 
Zur nach Christus dem Erlöser benannten Kirche in der Stadt Olsztyn gehört Kaborno heute. Sie ist in die Diözese Masuren der Evangelisch-Augsburgischen Kirche in Polen eingegliedert.

## Verkehr
Kaborno ist mit direkt der polnischen Landesstraße 53 (einstige deutsche Reichsstraße 134) über die Dörfer Klewki (Klaukendorf) und Klein Trinkhaus verbunden.
Klewki ist auch die nächste Bahnstation und liegt an der PKP-Linie 219: Olsztyn–Ełk (deutsch Allenstein–Lyck).